# جون آدم هوغو
جون آدم هوغو (بالإنجليزية: John Adam Hugo)‏ هو ملحن أمريكي، ولد في 1873 في كونيتيكت في الولايات المتحدة، وتوفي في 1945.

## وصلات خارجية
- جون آدم هوغو على موقع ميوزك برينز (الإنجليزية)